# Rayners Lane (Metropolitano de Londres)

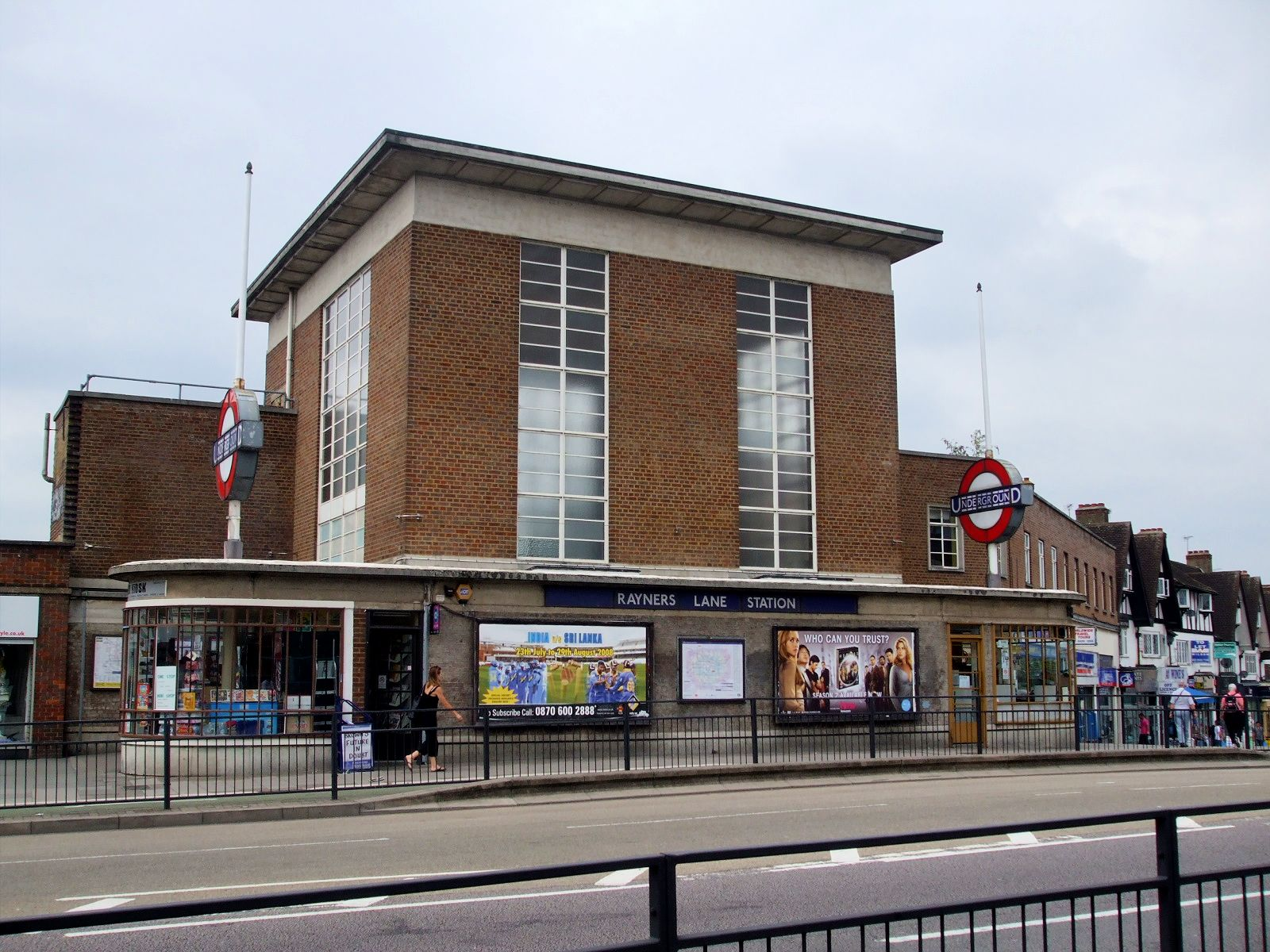
Estação Rayners Lane

Rayners Lane é uma estação que pertence ao Metropolitano de Londres no distrito de Rayners Lane no noroeste de Londres, em meio a um empreendimento da década de 1930 originalmente chamado Harrow Garden Village. A estação fica no ramal Uxbridge de ambas as linhas Metropolitan e Piccadilly, entre as estações Eastcote e South Harrow. A estação está localizada a oeste da junção de Rayners Lane, Alexandra Avenue e Imperial Drive (A4090). Está na Zona 5 do Travelcard. Logo a leste da estação, os trilhos das linhas Piccadilly e Metropolitan se unem para serviços para Uxbridge e se separam para aqueles para o Centro de Londres.